# Alluaudomyia brevicosta
Alluaudomyia brevicosta är en tvåvingeart som beskrevs av Clastrier 1960. Alluaudomyia brevicosta ingår i släktet Alluaudomyia och familjen svidknott.
Artens utbredningsområde är Kongo. Inga underarter finns listade i Catalogue of Life.